# Церковь Рождества Богородицы (Масаны)
Церковь Рождества Богородицы — исторический деревянный храм и новый храм в исторически сложившейся местности Масаны города Чернигова.

## История
Церковь Рождества Богородицы была построена в 1648 году в селе Масаны.
Во время Великой Отечественной войны в 1942 году возле церкви немецко-фашистские захватчики замучили и сожгли 14 жителей села, о чём свидетельствовала надпись с северной стороны 2-го яруса колокольни. В 1950-х годах церковь была закрыта и осквернена: использовалась как хранилище для зерна и удобрений. В 1986 году церковь была разобрана.
В 2004 году была создана религиозная община Рождества Богородицы, в 2006 году — одноимённый приход. На месте прежнего храма был заложен фундамент новой церкви Рождества Богородицы по адресу: Масановская улица, 44 А: в октябре 2010 года архиепископ Черниговский и Новгород-Северский Амвросий освятил закладной камень храма Рождества Богородицы Украинской православной церкви (Московского патриархата). Предполагается, что новый храм будет похож на исторический храм.

## Описание
Историческая церковь была деревянная, крестообразная в плане церковь с прямоугольным алтарём. Увенчана куполом на восьмерике с фонарём (в село перенесён в 1-й половине XVIII века). Во время перестроек 1786 года с западной стороны была возведена двухъярусная квадратная в плане колокольня храма. Купол внутри храма расписан, иконостас XVIII века был завешан (в XX веке) рушниками.